# Regionalliga West/Südwest
La Regionalliga West/Südwest fue una de las ligas que conformaron la Regionalliga, la tercera división de fútbol de Alemania, la cual existió desde 1994 hasta el año 2000.

## Historia
La liga fue creada en 1994 como una de las ligas regionales que conformaron la Regionalliga como liga de tercera división de Alemania; y la integraban los equipos de Saarland, Rheinland-Pfalz y Nordrhein-Westfalen.
La liga fue fundada con 18 equipos en su primera temporada, aunque esa cantidad fue variable a lo largo de su existencia, ya que también participaron 19 o 17 equipos según el año. El campeón obtenía el ascenso directo a la 2. Bundesliga y en dos ocasiones el subcampeón también ganó el ascenso a la segunda categoría.
La liga existió hasta el año 2000 cuando se decidió reducir el número de Regionalligas a 2 (Norte y Sur), pasando la mayor parte de los equipos a la Regionalliga Süd a excepción del Sportfreunde Siegen, quien pasó a la Regionalliga Nord.

## Equipos

### Fundadores
Estos fueron los 18 equipos que jugaron la primera temporada en 1994/95:
| - Rot-Weiß Essen - Arminia Bielefeld - SC Verl - TuS Paderborn-Neuhaus - SpVgg Erkenschwick - SG Wattenscheid 09 II | - Preußen Münster - Wuppertaler SV - Alemannia Aachen - Bonner SC - Preußen Köln - 1. FC Bocholt | - FSV Salmrohr - SV Eintracht Trier 05 - Borussia Neunkirchen - SC Hauenstein - SV Edenkoben - VfB Wissen |

### Última Temporada
Estos fueron los equipos que jugaron en la temporada 1999/2000 con su respectiva reubicación:
| A la Regionalliga Nord: - SG Wattenscheid 09 - Fortuna Düsseldorf - Rot-Weiß Essen - SC Preußen Münster - SC Verl - Borussia Dortmund II - KFC Uerdingen 05 | A la Regionalliga Süd: - Sportfreunde Siegen - SV Eintracht Trier 05 - SV Elversberg |

## Ediciones Anteriores
| Temporada | Campeón             | Subcampeón            |
| --------- | ------------------- | --------------------- |
| 1994–95   | Arminia Bielefeld   | SC Verl               |
| 1995–96   | FC Gütersloh        | Rot-Weiß Essen        |
| 1996–97   | SG Wattenscheid 09  | Rot-Weiß Oberhausen   |
| 1997–98   | Rot-Weiß Oberhausen | Sportfreunde Siegen   |
| 1998–99   | Alemannia Aachen    | SV Eintracht Trier 05 |
| 1999–2000 | 1. FC Saarbrücken   | LR Ahlen              |

Fuente:
- Todos los campeones ascendieron.
- En 1996 y el 2000, Rot-Weiß Essen y LR Ahlen también ascendieron como subcampeones.

## Equipos por temporada
| Club                                  | 1995 | 1996 | 1997 | 1998 | 1999 | 2000 |
| ------------------------------------- | ---- | ---- | ---- | ---- | ---- | ---- |
| Arminia Bielefeld                     | 1    | 2B   | B    | B    | 2B   | B    |
| Rot-Weiß Oberhausen                   |      | 8    | 2    | 1    | 2B   | 2B   |
| Alemannia Aachen                      | 6    | 6    | 11   | 7    | 1    | 2B   |
| 1. FC Saarbrücken                     | 2B   | 7    | 3    | 4    | 5    | 1    |
| LR Ahlen                              |      |      | 4    | 6    | 6    | 2    |
| Sportfreunde Siegen                   |      |      |      | 2    | 3    | 3    |
| SG Wattenscheid 09                    | 2B   | 2B   | 1    | 2B   | 2B   | 4    |
| SV Eintracht Trier 05                 | 7    | 15   | 9    | 5    | 2    | 5    |
| Fortuna Düsseldorf                    | 2B   | B    | B    | 2B   | 2B   | 6    |
| Rot-Weiß Essen                        | 4    | 2    | 2B   | 17   |      | 7    |
| SC Preußen Münster                    | 10   | 9    | 5    | 8    | 4    | 8    |
| SC Verl                               | 2    | 10   | 7    | 10   | 10   | 9    |
| Borussia Dortmund II                  |      |      |      |      | 14   | 10   |
| KFC Uerdingen 05                      | B    | B    | 2B   | 2B   | 2B   | 11   |
| SV Elversberg                         |      |      | 18   |      | 12   | 12   |
| TuS Paderborn-Neuhaus/SC Paderborn 07 | 9    | 5    | 10   | 9    | 7    | 13   |
| 1. FC Kaiserslautern II               |      | 16   |      | 11   | 11   | 14   |
| VfL Bochum II                         |      |      |      |      |      | 15   |
| Bayer 04 Leverkusen II                |      |      |      |      | 9    | 16   |
| FK Pirmasens                          |      |      |      |      |      | 17   |
| SC Idar-Oberstein                     |      |      |      |      |      | 18   |
| FSV Salmrohr                          | 3    | 13   | 14   | 14   | 15   | 19   |
| FC Gütersloh                          |      | 1    | 2B   | 2B   | 2B   | 20   |
| Wuppertaler SV                        | 5    | 4    | 6    | 12   | 8    |      |
| FC 08 Homburg                         | 2B   | 3    | 8    | 3    | 13   |      |
| SpVgg Erkenschwick                    | 11   | 11   | 13   | 15   | 16   |      |
| FC Remscheid                          |      |      | 15   | 13   | 17   |      |
| Bonner SC                             | 12   | 19   |      | 16   |      |      |
| Germania Teveren                      |      |      | 12   | 18   |      |      |
| SC Hauenstein                         | 15   | 14   | 16   |      |      |      |
| 1. FC Bocholt                         | 13   | 12   | 17   |      |      |      |
| SG Wattenscheid 09 II                 | 14   | 17   |      |      |      |      |
| Borussia Neunkirchen                  | 8    | 18   |      |      |      |      |
| Preußen Köln                          | 16   |      |      |      |      |      |
| SV Edenkoben                          | 17   |      |      |      |      |      |
| VfB Wissen                            | 18   |      |      |      |      |      |

Fuente:

### Key
| Símbolo | Significado                             |
| ------- | --------------------------------------- |
| B       | Bundesliga                              |
| 2B      | 2. Bundesliga                           |
| 3L      | 3. Liga                                 |
| 1       | Campeón de Liga                         |
| Lugar   | Liga                                    |
| Blanco  | Jugó en una liga inferior esa temporada |
| RL      | Jugó en una de las otras Regionalligas  |